# Distrikt Sembabule
Sembabule ist ein Distrikt von Uganda. Wie fast alle Distrikte von Uganda ist er nach seinem Hauptort benannt. 2002 hatte Sembabule 184.178 Einwohner.
Die Ausgrabungsstätte Bigo Bya Mugenyi liegt in Sembabule an der Grenze zum benachbarten Distrikt Mubende.